# Koto Bangun (Kapur Ix)
Koto Bangun is een bestuurslaag in het regentschap Lima Puluh Kota van de provincie West-Sumatra, Indonesië. Koto Bangun telt 3601 inwoners (volkstelling 2010).